# 和平之后天主教中學
和平之后天主教中學（英語：Regina Pacis Catholic Secondary School）是加拿大安大略省多倫多的一所天主教中學，現已關閉。從1980年至2002年，該校由多倫多天主教教育局運營，為登士維社區提供服務。
「和平之后」是指聖母瑪利亞。

## 外部連結
- Regina Pacis Catholic Secondary School
- Monsignor Fraser College